# Spilonota albicana
Spilonota albicana is een vlinder uit de familie bladrollers (Tortricidae). De wetenschappelijke naam is voor het eerst geldig gepubliceerd in 1866 door Motschulsky.
De soort komt voor in Europa.